# Beyerdynamic
Beyerdynamic GmbH est un fabricant allemand de matériel audio. Il produit des microphones, des casques audio, des systèmes audio sans fil.
Son siège est situé à Heilbronn, et elle emploie environ 300 personnes. Elle est présente sur le secteur de l'aviation, de la traduction simultanée et de l'audiométrie, en plus du secteur audio grand public traditionnel.

## Histoire
La compagnie est fondée en 1924 à Berlin, sous le nom de Beyer.

## Produits

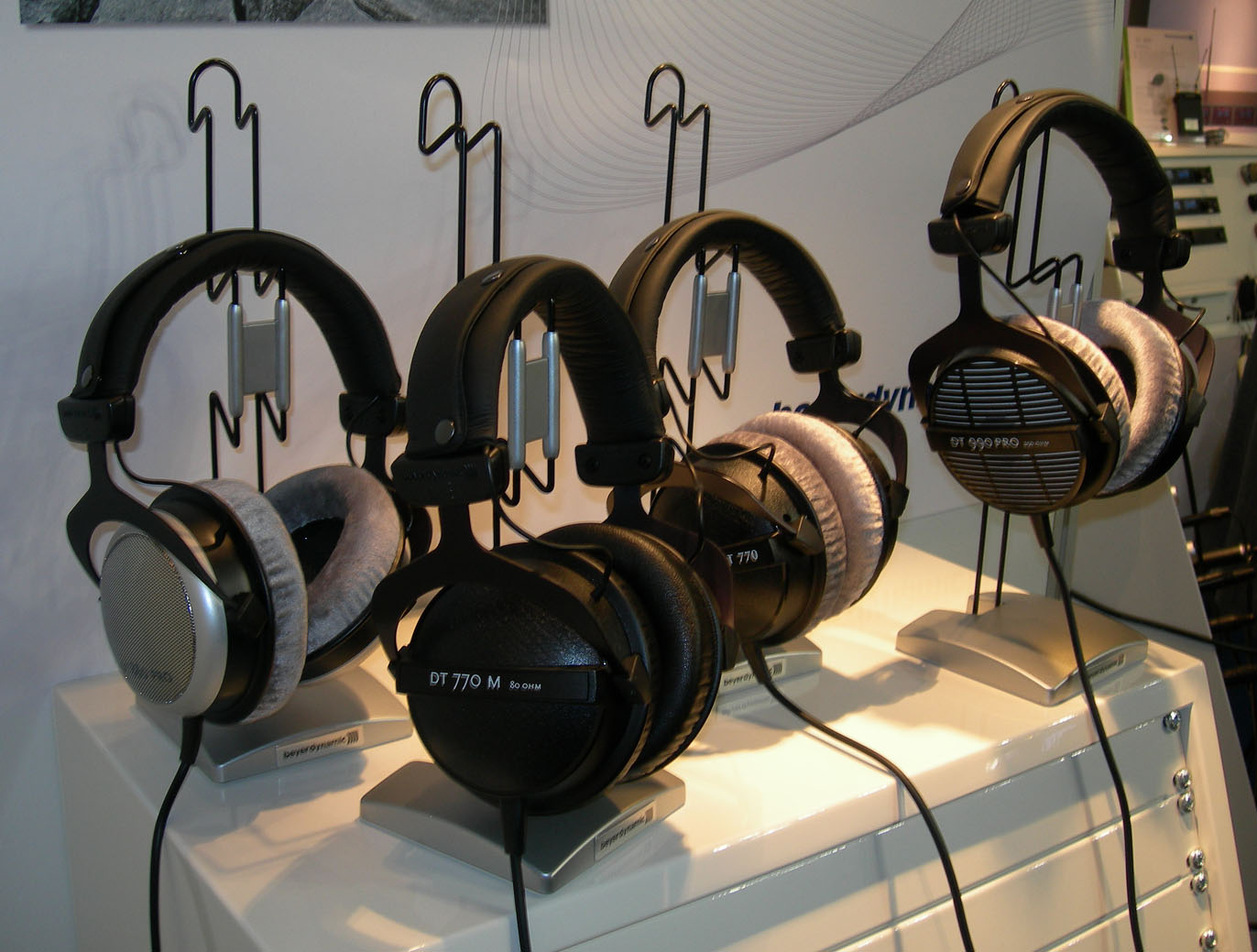
Les casques audio DT 880 Pro, DT 770 M, DT 770, et DT 990 Pro.

La gamme de casques Beyerdynamic comprend notamment les DT-770 Pro et DT-990 Pro qui sont des références très populaires. En 2021 apparaît une nouvelle gamme proche des DT-770 et DT-990, avec les modèles DT 700 Pro X et DT 900 Pro X.